# Simanga Dlamini
Simanga Dlamini, född 8 oktober 1997, är en swaziländsk simmare.
Vid olympiska sommarspelen 2020 i Tokyo slutade Dlamini på 63:e plats på 50 meter frisim och blev utslagen i försöksheatet.